# Miguel Ángel de Amo
Miguel Ángel de Amo Fernández-Echevarría (Madrid, 16 de septiembre de 1985) es un jugador de voleibol y voleibol de playa español.

## Carrera

### Voleibol
De Amo comenzó su carrera en Madrid, en el histórico Salesianos de Atocha, donde jugaba su padre. A los 15 años, empezó en la sala del PTV Málaga y fue campeón de España juvenil en el 2004. Con el CD Numancia, el colocador fue el doble finalista y también alcanzó dos veces la final de copa nacional.
Desde el FC Barcelona, se trasladó en 2010 al Cajasol Sevilla. En el mismo año él jugó con la selección nacional Española (19 selecciones) en la Europa League donde se llevaron la medalla de plata. De Amo, también fue capitán de la selección nacional juvenil (15 selecciones). Además, estuvo en Nea Salamina Famagusta en Chipre y activo en el CAI Teruel.
«World of volley».
En septiembre de 2013, empezó en el CV Andorra con el cual ganó la Copa de Cataluña y al enero de 2014 se fue a jugar en el Chemes Humenne en Eslovaquia, donde ganó la Copa y la Liga Eslovaca.«página Web del Chemes Humenne».
Desde el 1 de septiembre del 2014, juega en el equipo polaco de AZS Częstochowa.
La temporada 2015, se juntó al equipo del Unicaja Almería, decacampeón de la Superliga masculina de voleibol de España. Con el primer partido de a temporada, se hicieron con el título de campeones de Andalucía, también lograron el Histórico "Triplete" ganando la Supercopa de España, la Copa del Rey y la Superliga de España. 
El 2016 fue seleccionado para formar parte de la Selección nacional Española para la Liga Mundial de 2016.

#### Clubes
| Club                          | De      | A       |
| ----------------------------- | ------- | ------- |
| PTV Málaga                    |         |         |
| Numancia CMA Soria            | 2002    | 2006    |
| UMA Probisa Pizarra           | 2006    | 2009    |
| FC Barcelona                  | 2009    | 2010    |
| Cajasol Sevilla               | 2010    | 2011    |
| Nea Salamina Famagusta        | 2011    | 2012    |
| CAI Teruel                    | 2012    | 2013    |
| CV Andorra                    | 09/2013 | 12/2013 |
| Chemes Humenne                | 01/2014 | 05/2014 |
| AZS Częstochowa               | 2014    | 2015    |
| Unicaja Almería               | 2015    | 2017    |
| Toulouse Spacer's             | 2017    | 2018    |
| VK Jihostroj České Budějovice | 2018    | 2022    |
| Club Voleibol Guaguas         | 2022    |         |

#### Resultados

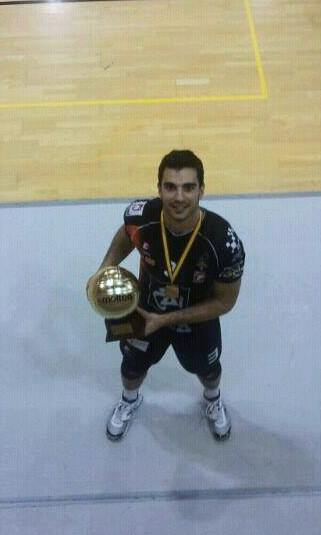
Miguel Ángel de Amo tras su victoria con el CV Teruel

- 2013
  - : Superliga de España
  - : Copa del Rey
  - : Supercopa de España
- 2014
  - : Copa de Cataluña
  - : Copa de Eslovaquia
  - : Liga Eslovaca
- 2015
  - : Copa de Andalucía
  - : Supercopa de España
  - : Copa del Rey
  - : Superliga de España
- 2016
  - : Superliga de España
  - : Supercopa de España
- 2017
  - Participación Champions League
  - Participación Eurovolley

- 2018
  - :  Copa República Checa
  - :  Liga República Checa
  - MVP Liga República Checa
  - Mejor Colocador República Checa

- 2019
  - :  Copa República Checa
  - Mejor Colocador República Checa
  - Participación Champions League
  - Octavos de final Eurovolley

### Vóley Playa
De Amo fue Subcampeón de Europa U18 y quinto en la Copa Mundial de la Juventud de Xilocastro (Grecia), en 2002, con
Javier Alcaraz. En el Campeonato del Mundo Junior de Saint-Quay-Portrieux (Francia), en 2003, con Germán López, llegó a la novena posición y fue Subcampeón de Europa U20. Al año siguiente ganó la Copa del Mundo U21 con Inocencio Lario. En 2005 jugó con Lario en Zagreb (Croacia) su primer torneo de
la FIVB World Tour. En el mismo año, terminó en la 19 plaza con Adrián Gavira en el Campeonato del Mundo Junior en Río de Janeiro (Brasil). En 2007, fue Campeón del Mundo Universitario en Hamburgo (Alemania).
En 2008, se unió por primera vez el Open de Mallorca (España) con José Manuel (Chema) Ariza. Al 2009 de Amo / Ariza fueron Campeones de los juegos del Mediterráneo en Pescara (Italia) y campeones del Mundo Universitario. Al 2013 de Amo y Lario formaron nuevo dúo y jugaron su primer Grand Slam en Shanghái (China). Además Lario / de Amo se clasificaron para la Copa del Mundo en
Stare Jablonki (Polonia).
Desde el verano 2013 forma pareja con Ignacio Batallán, en el equipo Batallan-De Amo Voleyplaya,
con el cual jugó el Madison Beach Volley Tour «Madison BeachVolley Tour». Archivado desde el original el 9 de octubre de 2014., ganaron el torneo de
Cambrils, fueron finalistas en todos los demás torneos y fueron Subcampeones de España en Reserva de Higuerón (Fuengirola).
«FIVB»..
El verano 2014, ganó junto a Ignacio Batallán los I Internacionales Ciudad de Ibiza, los II Internacionales Villa de Laredo y los I Internacionales de Tarragona. Fueron campeones del Madison Beach Volley Tour y terceros de España en la Final del Campeonato de España en Fuengirola.
Al julio del 2015, ganó los III Internacionales Villa de Laredo, prueba del Madison Beach Volley Tour junto a Ignacio Batallán, se fue a Finlandia donde ganó el Trust Kapital OPEN de Kuopio. En agosto fue Subcampeón de España de Voley playa en Reserva de Higuerón (Fuengirola).

#### Parejas
| Fecha | Pareja            |                  |
| ----- | ----------------- | ---------------- |
| 2002  | Javier Alcaraz    |                  |
| 2003  | Germán López      |                  |
| 2004  | Inocencio Lario   | Javier Alcaraz   |
| 2005  | Inocencio Lario   | Adrián Gavira    |
| 2006  | Inocencio Lario   | Valentín Sollet  |
| 2007  | José Manuel Ariza |                  |
| 2008  | José Manuel Ariza |                  |
| 2009  | José Manuel Ariza |                  |
| 2013  | Inocencio Lario   | Ignacio Batallán |
| 2014  | Ignacio Batallán  |                  |
| 2015  | Ignacio Batallán  |                  |

#### Resultados
- 2002
  -  Campeonato de Europa U18
- 2003
  -  Campeonato de Europa U20
- 2004
  -  Campeonato del Mundo U21
- 2007
  -  Campeonato de Europa Universitario
- 2008
  -  Campeonato del Mundo Universitario
- 2009
  -  Juegos del Mediterráneo
  -  Campeonato de España
  -  Campeonato de Europa Universitario
- 2012
  -  Campeonato de Europa Universitario
- 2013
  -  I Internacionales Ciudad de Valladolid Madison Beach Volley Tour
  -  I Internacionales Ciudad de Cambrils Madison Beach Volley Tour
  -  I Internacionales Villa de Laredo Madison Beach Volley Tour
  -  I Internacionales Santañí Cala d’Or Madison Beach Volley Tour
  -  Madison Beach Volley Tour
  -  Campeonato de España (Fuengirola)
- 2014
  -  I Internacionales de Ibiza Madison Beach Volley Tour
  -  II Internacionales Villa de Laredo Madison Beach Volley Tour
  -  Madison Beach Volley Tour
  -  Campeonato de España (Fuengirola)
- 2015
  -   I Internacionales Ciudad de Valencia Madison Beach Volley Tour
  -   III Internacionales Villa de Laredo Madison Beach Volley Tour
  -   Trust Kapital OPEN, Kuopio, Finlandia.
  -  Campeonato de España (Fuengirola)